# 재클린 케네디 오나시스
재클린 리 부비에(Jacqueline Lee Bouvier, 1929년 7월 28일 ~ 1994년 5월 19일)는 미국의 저술가이자 출판업자이다. 미국의 제35대 대통령 존 F. 케네디를 첫 번째 남편으로 두었기 때문에 재클린 케네디(Jacqueline Kennedy) 또는 재키 케네디(Jackie Kennedy)로 많이 알려져 있다.

## 어린 시절

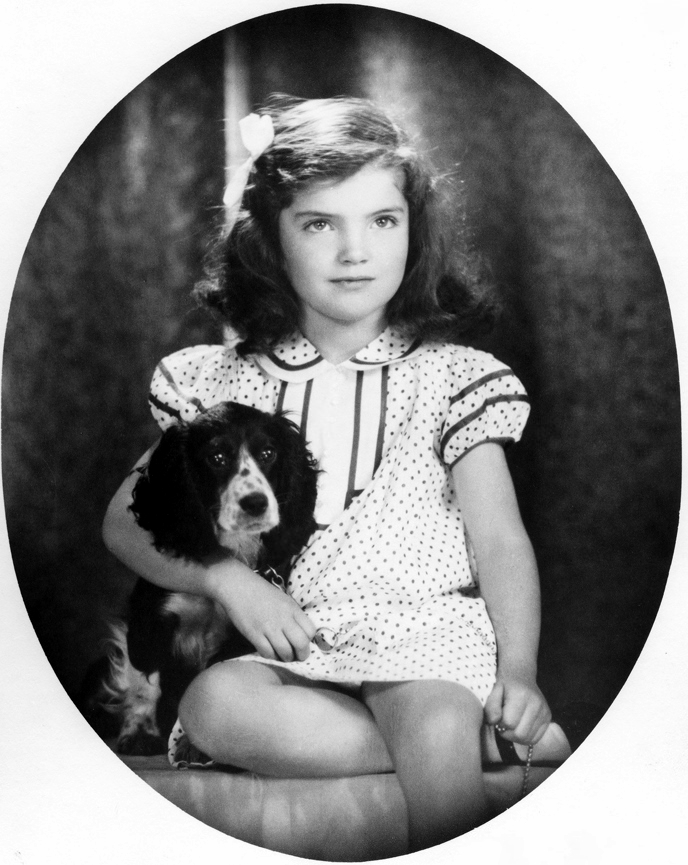
1935년의 재클린

재클린 리 부비에는 뉴욕주 사우스햄턴에서 태어났다. 부친 존 부비에는 프랑스인 가톨릭 계통의 뉴욕 주식 중매인이고, 모친 재닛은 아일랜드인 가톨릭 혈통의 성공한 승마선수였다. 그녀의 초등학교 교사 중 한 명은 그녀를 귀엽고, 가장 예쁜 소녀이며 매우 영리하고, 예술적이며 굉장하다고 묘사하였다.
재클린은 메트로폴리탄 오페라 하우스에서 발레 레슨과 12세에 시작한 프랑스어 레슨을 받는등 특별한 어린 시절을 보냈다. 1940년 11세의 나이로 그녀는 국립 주니어 승마 경연 대회를 우승하였고, 뉴욕 타임스는 롱아일랜드 이스트햄턴에서 온 11세의 승마 선수 재클린 부비에가 진기한 우수성을 보였다고 보도하였다.
재클린은 코네티컷주 파밍턴에 있는 이름난 기숙사 학교인 미스포터스 학교에서 수학하였는데 그 엄격한 학문에 또한 똑바른 매너와 대화의 예술을 강조하였다. 거기서 그녀는 빼어난 학생으로서, 학교 신문에 수필과 시를 자주 게재하고, 시니어 해에 교내 최고의 문학 학생 상을 수상하였다. 1947년 재클린은 지방 신문에 의하여 "올해의 데뷰턴트"로 선정되기도 하였다. 하지만 재클린은 자신의 미모와 인기로 인정된 것보다 거대한 야망을 가지고, 주부가 되지 않는 것이 자신의 일생 야망이라는 내용의 연보를 썼다.
졸업에 이어 재클린은 역사학, 문학, 미술과 프랑스어를 전공하러 뉴욕에 있는 바사 칼리지에 입학하였다. 그녀는 주니어 해에 파리에서 유학하였고, 그녀의 인생에서 가장 소중하게 생각한 시기로, ‘유학 생활은 편견을 가졌던 내 자신을 들여다 볼 기회를 주었다’고 썼다.
귀국 후, 그녀는 워싱턴 D. C.에 있는 조지 워싱턴 대학교로 옮겨 1951년 프랑스어 문학에서 문학사를 취득하였다. 졸업 후, 그녀는 워싱턴 타임스-헤럴드 신문사이서 "문의자 카메라걸"로 일하였다. 그녀의 직업은 다양한 워싱턴의 주민들을 회견하고 사진을 찍고, 그들의 사진과 인터뷰 내용을 편집하여 싣는 것이었다. 그녀의 가장 두드러진 인터뷰 중에는 리처드 닉슨과 회견, 드와이트 D. 아이젠하워 대통령의 취임식 취재와 엘리자베스 2세 여왕의 대관식 등이 있다.

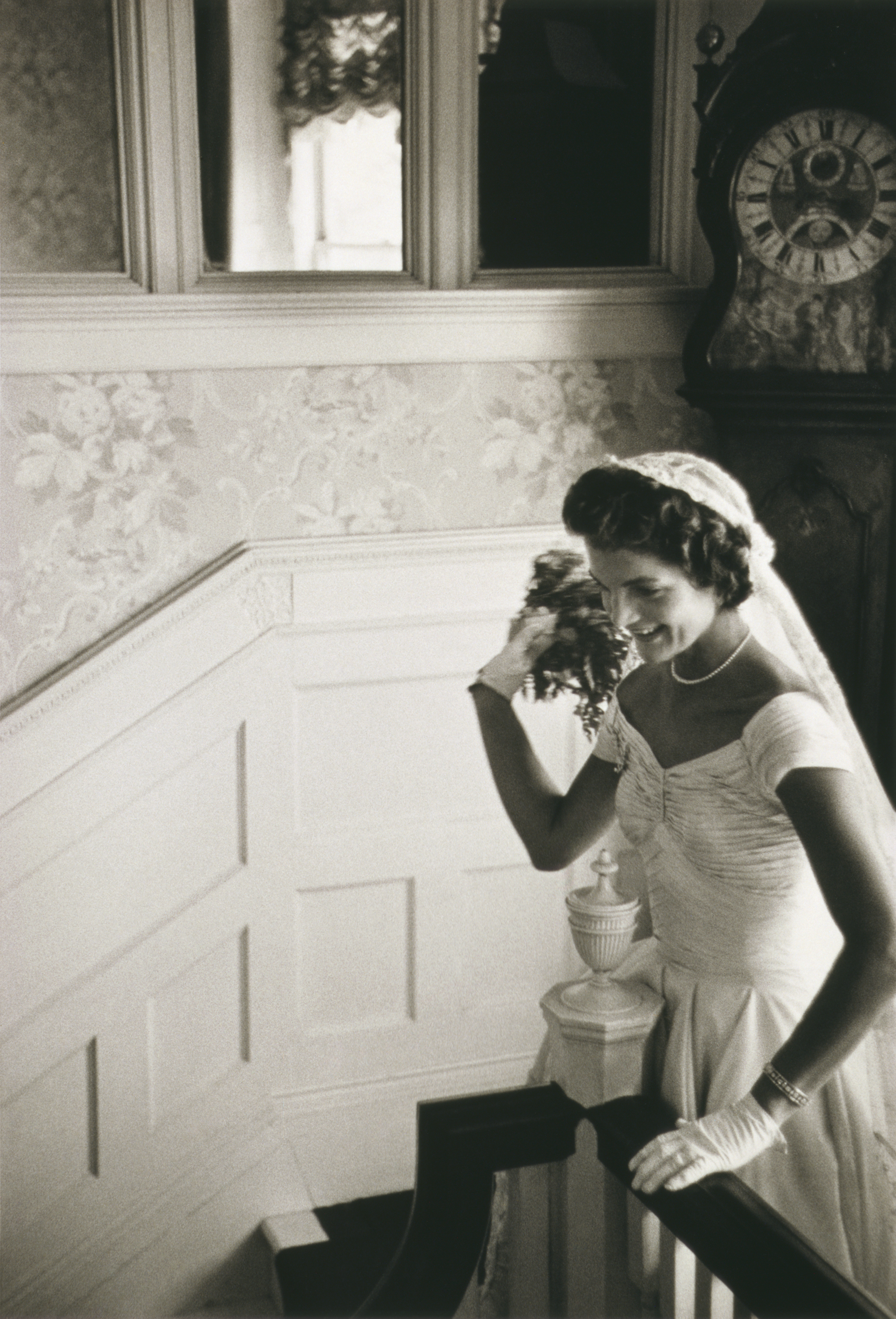
결혼식에서 재클린 여사 (1953년)

## 영부인 시절
1952년 재클린이 생기 있는 젊은 의원이자, 매사추세츠주의 상원 당선자 존 F. 케네디를 만났던 저녁 파티가 있었다. 재클린과 존은 1953년 9월 12일에 결혼하였다. 1956년 8월 23일 재클린은 첫째 딸 아라벨라를 낳았으나 사산하고, 1957년 11월 27인 둘째 딸 캐럴라인 케네디를 낳았다. 동년에 그녀는 존 F. 케네디가 상원들이 믿은 원인들을 위하여 서는 데 자신들의 경력들을 망친 미국 상원들에 관한 그의 책 〈용기〉를 쓰고 윤곽을 편집하는 데 남편에게 용기를 주었다.

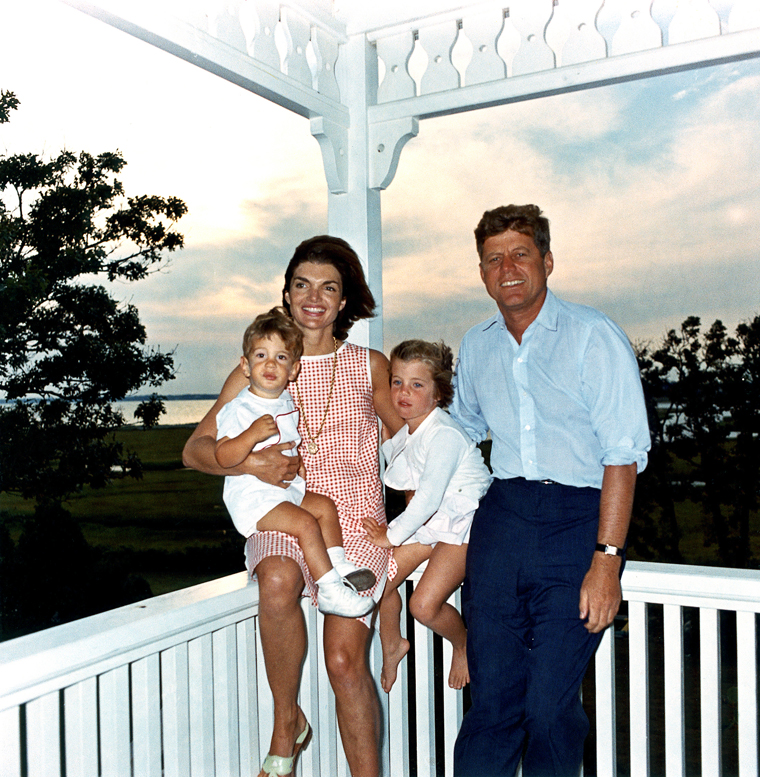
1962년의 케네디 가족 사진

1960년 1월 존 F. 케네디는 미국 대통령직을 위한 자신의 후보력을 공고하였다. 당시 임신 중이라 선거 운동에 그에게 가입하지 못했던 재클린 여사는 그럼에 불구하고, 정력적으로 운동을 벌였다.
11월 8일 케네디는 35대 대통령이 되는 데 공화당 상대 후보이자 전 부통령 닉슨을 아슬아슬한 차이로 꺾었다. 적게 3주 후, 재클린 여사는 셋째 아들 존 F. 케네디 주니어를 낳았다. 이후 1963년 8월 7일 조산으로 막내 아들 패트릭 부비에 케네디를 낳았으나 이틀 후에 사망하고 만다.

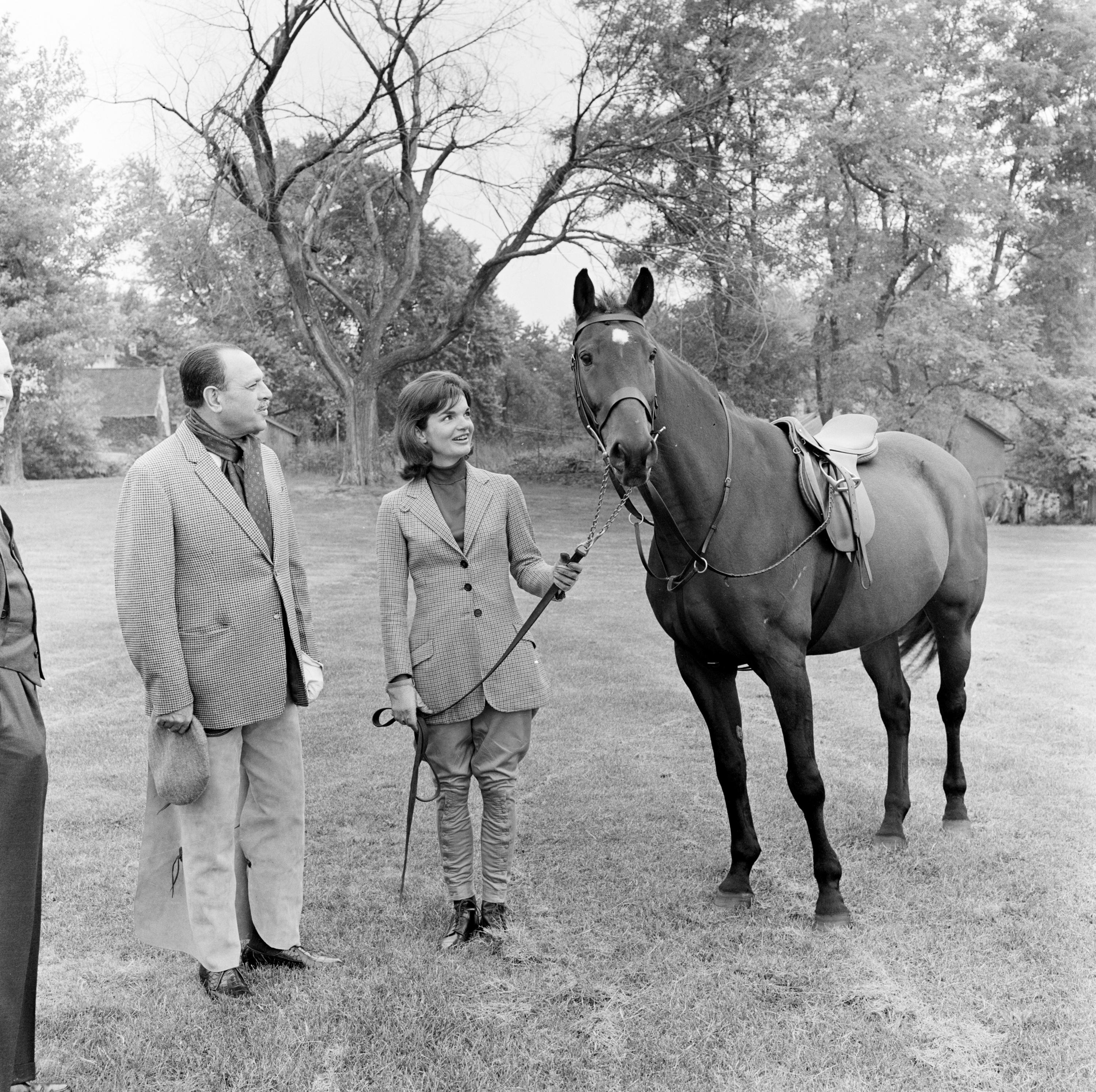
아유브 칸 파키스탄 대통령과 그가 기증한 말 사르다르와 함께

영부인으로서 재클린 여사의 첫 임무는 백악관을 방문객들에게 애국주의와 공공 서비스에 영감을 줄 미국의 역사와 문화의 박물관으로 변형시키는 것이었다. 그녀는 과거의 대통령들 - 조지 워싱턴, 제임스 매디슨과 에이브러햄 링컨이 소유한 공예품을 포함한 예술과 가구들은 물론, 미국 문화의 다양한 기간들의 대표적으로 숙고한 조각들을 조달하는 데 비상한 규모를 꾸미었다.
자신의 프로젝트의 최고점으로서 재클린 여사는 1962년 2월 14일 국내 텔레비전 방송에 복구된 백악관의 순회 공연을 주었다. 5천 6백만명으로 기록된 시청자들이 그녀를 특별히 보고, 재클린 여사는 자신의 상연으로 명예 에미 상을 수상하였다.
영부인으로서 그녀는 또한 예술의 위대한 장려자이기도 하였다. 전형적으로 국빈 초대 만찬회에 차지된 공무원, 외교관과 정치인들의 추가로 재클린 여사는 국가의 최고 정치인들과 교제하는 데 국가의 지도적인 작가, 화가, 음악가와 과학자들을 초대하기도 하였다.
추가적으로 재클린 여사는 홀로 혹은 남편과 함께 번번히 세계를 순방하였고, 외국의 문화와 언어들에 그녀의 깊은 상식은 미국에 친선을 축적하는 도움을 주었다. 케네디 대통령이 "파리로 재클린 케네디를 동행한 남자"로서 자신을 소개한 프랑스에서 숭배적으로 받아졌다.

## 존 F. 케네디 암살 사건
1963년 11월 22일 케네디 대통령이 텍사스주 댈러스에서 리 하비 오스월드에 의하여 암살된 날 재클린 여사는 그와 함께 링컨 컨티넨탈 리무진에 타고 있었다. 34세의 나이에 미망인이 된 영부인의 피가 묻은 분홍색의 슈트에 그녀의 금욕의 침착은 국내적 애도의 기호가 되었다. 대통령의 사망의 영향에서 또한 재클린 여사도 영구적 기호:전설적 아서 왕의 고을 캐멀럿을 남긴 남편의 행정부를 위한 은유를 마련하였다. 그녀는 "다시 위대한 대통령들이 나올 것이나 다시는 또다른 캐멀럿이 나오지 않을 것이다."고 말하였다.

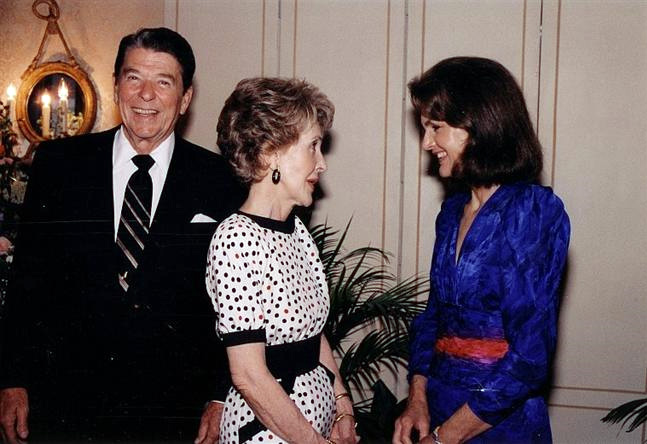
로널드 레이건 대통령 부부와 함께 (1986년)

## 이후의 세월

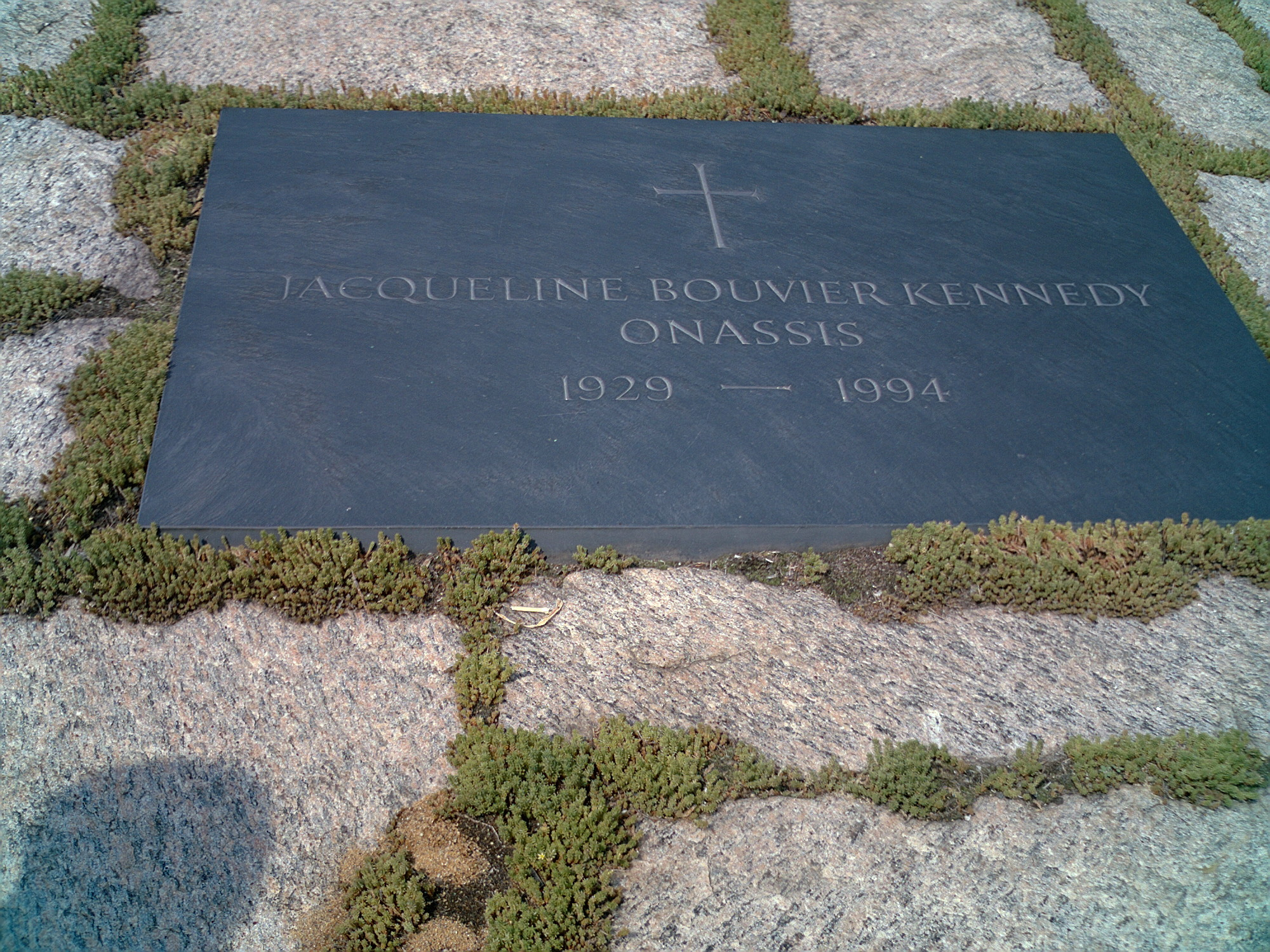
알링턴 국립묘지에 있는 재클린 케네디 오나시스의 묘비

케네디 대통령이 암살된 지 5년 후, 1968년은 마틴 루터 킹 주니어 목사(4월 4일)와 재클린 여사의 시동생 로버트 F. 케네디(6월 6일)가 암살된 해였다. 그들의 사망에 애도한 재클린은 그들의 장례식에 참석하였고, 10월 28일 그리스의 선박 부호 애리스토틀 오나시스와 재혼하였다. 하지만 7년 후, 오나시스마저 사망하여 그녀는 또다시 미망인이 되었다.
두 번째 남편 사망에 이어 재클린은 다시 언론계로 복귀하였으며, 뉴욕의 바이킹 프레스에서 편집자로 일하다가 더블데이로 옮겨 시니어 편집자를 지냈다.
1994년 1월 암의 일종인 비호지킨 림프종 진단을 받아 투병 생활을 하다가 건강이 급속히 악화되어 5월 19일 64세로 세상을 떠났다. 장례 미사가 뉴욕의 세인트 이그나시우스 로욜라 성당에서 거행되었고, 유해는 알링턴 국립묘지에 남편과 함께 묻혔다.